# 1975

## أحداث
- اغتيال فيصل بن عبدالعزيز آل سعود على يد الأمير القاتل فيصل بن مساعد بن عبدالعزيز آل سعود
- نهاية حرب فيتنام في 30 أبريل 1975 والتي بدأت في 1 نوفمبر 1955.
- نهاية حرب كردستان العراق 1974 - 1975 في 1975 والتي بدأت في 1974.
- اندلاع الحرب الأهلية اللبنانية.
- انتهاء حرب فييتنام.
- داهومي تغير اسمها إلى بنين.
- تنظيم المسيرة الخضراء التي توجت باسترجاع المغرب لصحراءه من إسبانيا
- إنشاء إذاعة الشباب والرياضة، أول إذاعة رياضية في مصر.
- انهيار الثورة الكردية بقيادة الملا مصطفى البارزاني بسبب مؤامرة دولية.
- اتفاق الجزائر بين العراق وإيران
- تأسيس نادي جدة الأدبي
- تأسيس نادي الرياض الأدبي
- تأسيس نادي مكة الأدبي
- تأسيس نادي المدينة الأدبي
- تأسيس نادي الطائف الأدبي
- تأسيس صندوق التنمية العقاري السعودي

## مواليد
- أبو أنس الشنقيطي
- أبو خاطر
- أحمد إسماعيل (ملاكم مصري)
- أحمد حسن
- أدان تال
- أراسيلي أرامبولا
- أسماء الأخرس
- أكشاي خانا
- ألبرت سيلاديس
- ألتين لالا
- ألساندرو بيستوني
- أليسكاندر وسكي
- أليكسي سميرتين
- أنجلينا جولي
- أندريا أندرس (ممثلة)
- أندريا جريل
- أندي مارشال
- أوتو أدو
- أوليفير بيليسي
- أي سوجياما
- إنريكي إغليسياس
- إيتاتي كانتورال
- إيزابيل جرانادا
- إيفا لانغوريا
- إيفان هيليغيرا
- إيفان يوريتش
- إيفيكا دراغوتينوفتش
- إيكتا كابور
- أسعد بوناشي
- ايمي دوماس
- بارتوش بوساتسكي
- باستيان راينهارت
- بدر الجمعة
- برام كوهين
- برايان بيرج
- براين جي وايت
- برتن زيتلتز
- بريان ينسين
- بريتي زينتا
- برينيار غونارسون
- بوبو بالدي
- بودان يوليهراتش
- بيدرو مونيتس
- بيل تشاتو
- تارا ريد
- تاكيشي مايدا
- تامر عبد الحميد
- تايغر وودز
- تريش ستراتس
- تشارلز داغو
- تشارليز ثيرون
- تشونغ ساي هو
- توبي ماجوير
- توماس يوهانسون
- توني سيلفا
- جان كريستوف ديفو
- جان كلود دارتشفيل
- جايمس باناتين
- جلال شهدا
- جمال دبوز
- جودي كرادوك
- جورج بواتنغ
- جوردن لاد
- جون توماس
- جونينهو برنامبوكانو
- جيري نوفاك
- جيمس كايسون لي
- جيمس كربينالو
- جيهان راتب
- جيوفاني فان برونكهورست
- حازم إمام
- حميد مراد
- حنان ترك
- خافي فينتا
- خافيير لوبيز فاليخو
- خالد بن بريك
- خوان أنتونيو مارين
- خوان سيباستيان فيرون
- خوان فران
- خوان كارلوس فاليرون
- خوسيه إغناسيو كاستيلو
- خوسيه بينتو
- خوسيه لويس مارتي
- خوسيه مانويل ري
- د.ج. خالد
- دارون ملكيان
- دان چرين
- دانييل جاندوبو
- ديزي دونوفان
- ديفيد بيكام
- ديفيد ليناريس
- راضي الجعايدي
- رامي شعبان
- رانيا أحمد
- راي ألين
- رحمن رضائي
- رضا تكر
- رفيق صايفي
- روبن باراخا
- روبي فاولر
- رودريغو سانتورو
- رونالد غوميز
- روني اوسيلفيان
- رويدا المحروقي
- روي مكاي
- ريتشارد شروك
- زافييه إفاراغوير
- زاك براف
- زياد عبد الله
- زياد غرسة
- ساره راميريز
- ساياكا أوهارا
- سباستيان تليي
- ستيف هاربر
- ستيفانو فيوري
- سلفادور باييستا
- سليمان رحو
- سيباستيان بينيك
- سيبوسيسو زوما
- سيد قشوع
- سيريل جينتشامب
- سيريل رول
- طالب كويلي
- طلال يوسف
- عاصم حمود
- عبد الله الواكد
- عبيد الدوسري
- عصام حجي
- علي الجلاوي
- علي الظفيري
- علي بن الحسين (أمير)
- عمر ميلانيتو
- غادة عادل
- غلاوسيو كارفاليو
- غلين ليتل
- فؤاد الفرحان
- فابريس فيوريزي
- فابيان ريشارد
- فابيو سيليستيني
- فابيو مورو
- فاطمة عبد الرحيم
- فايز العامر
- فرانسوا غرينيت
- فرانشيسك أرناو
- فرانشيسكو بونال
- فرانك جوريتي
- فريدريك ني
- فريدي رودريغز
- فلاديمير كرامنيك
- فواز اللعبون
- فيرغي
- فيسيلين توبالوف
- فيليب ديلاي
- كابا دياوارا
- كايسي أفليك
- كريستيان كوريا ديونيزيو
- كريستيان مانفيرديني
- كريغ مور
- كلاوديو بيلوكي
- كنان كوبان
- كوزمين كونترا
- كوهيه كياسو
- كويم
- كيت وينسليت
- كيشو تانياما
- كيموكو كامارا
- لاميني دياتا
- لاوتر تشيلمبي
- لورينت باتل
- لوسيانو سيكوييرا دي أوليفيرا
- لوكا كاستيلازي
- لونا الشبل
- معالي العسعوسي
- مارتن يورغنسن
- مارك فيدوكا
- مارك فيفيان فويه
- ماري بيرس
- ماريون كوتيار
- ماكسيم مرفيكا
- مايكل ببليه
- مايكل دوبري
- محمد حماقي
- محمد شلية الجهني
- محمد غارغو
- محمود مخلوف عبدو شفتر
- مراد المالكي
- مروة رخا
- مهرداد مناواند
- مونيكا بيدي
- مونيكا ريال
- ميا كيرشنر
- ميتشيلي فيني
- ميتشيلي ماركوليني
- ميرا عوض
- ميشيل سالغادو
- ميشيل مريكن
- ميكلوس ليندفاي
- ميلا جوفوفيتش
- ميلاني براون
- ميمون اوعيسى
- مينيرو
- ناتالي كيلي
- نايكوس ليبروبولس
- نور (ممثلة لبنانية)
- نيكي بات
- هشام الصالح
- هرنان كريسبو
- هنريكه هيلاريو
- هينريك بيدرسن
- وائل جمعة
- وليد إسماعيل
- يانيس غوماس
- يعقوب عبد الله
- يوسو بوكاليستو
- يوسي ياسكيلاينن
- يوشي كاواغوتشي
- يوكانا

### يناير
- 1 يناير - إييتشيرو أودا، رسام مانغا ياباني.
- 28 يناير - هيروشي كاميا، ممثل أداء صوتي ياباني.

### فبراير
- 7 - مارتن باج، مؤلف فرنسي.

### يونيو
- 8 - رويدا المحروقي، مغنية إماراتية.

### يوليو
- 28 يوليو - ليونور واتلنغ، ممثلة ومغنية إسبانية.

### نوفمبر
- 22 نوفمبر - جونكو ميناغاوا، ممثلة أداء صوتي يابانية.

### ديسمبر
- 12 ديسمبر - هوكو كُواشيما، ممثلة أداء صوتي يابانية.

## وفيات
- أحمد زكي عاكف
- أرسطو أوناسيس
- أم كلثوم (مطربة)
- أن ديفييس
- أوتو سكورزيني
- إبراهيم بن سعيد العبري
- إدوارد تاتوم
- إلزه كورن
- إليزابيت كاستونير
- إيساكو ساتو
- إيفو أندريتش
- إيمون دي فاليرا
- الحاج محمد
- بدر الجاسر العياف
- بوريس بابوشكين
- جان بيرتن
- عمر بن حسن آل الشيخ
- جورج باغيت طومسون
- حسين خواجا يخول
- حسين نيهال أتسز
- درية شفيق
- روبرت روبنسون
- روبرت شتولتس
- رودولف كيناو
- رودولفو خيل بن أمية
- زكريا الحجاوي
- سان جون بيرس
- شوشو
- عبد الرحمن تاج
- عبد اللطيف الكويتي
- عزة حصرية
- غوستاف هرتس
- غويدو أرا
- فتحية أحمد
- فرانسيسكو فرانكو
- فريد الأطرش
- فهد بن جافور
- فيصل بن عبدالعزيز آل سعود
- فيصل بن مساعد بن عبد العزيز آل سعود
- لويس فان هيجي
- ليروي أندرسون
- ليوبوف أورلوفا
- مجيب الرحمن
- محمد الأحمد الجابر الصباح
- محمد خليل هراس
- محمد راسم
- معروف سعد
- ناصر بن سعود بن عبد العزيز آل سعود
- هومر آدمز هولت
- هيلا سيلاسي
- يوسف صديق (ضابط)
- الملك فيصل بن عبد العزيز
- ام كلثوم
- محمد حسين ركن زادة، صحفي ولغوي وكاتب وشاعر إيراني.
- شوكت شامزر علي، سياسي بنغالي.
- 20 يونيو - ميخائيل ييغوروف، عسكري سوفييتي في الحرب العالمية الثانية.
- 31 ديسمبر - سلطان بن سعود بن عبد العزيز آل سعود، أمير سعودي.

## نال جائزة نوبل
- في الفيزياء – الدنماركيان آجي بور وبن روي موتيلسون الأمريكي جيمس رينوتر.
- في الكيمياء – السويسري فلاديمير بريلوغ والبريطاني جون كورنفورث.
- في الطب – الأمريكان هوارد تيمن وريناتو دولبيكو وديفيد بلتيمور.
- في الأدب – الإيطالي أوجينيو مونتالي.
- في السلام – السوفييتي أندريه ديمترفيتش ساخاروف.
- في الاقتصاد – السوفييتي ليونيد كاتروفيتش والهولندي تجالينغ كوبمانز.